# Дарбівілл (Огайо)
Дарбівілл (англ. Darbyville) — селище (англ. village) в США, в окрузі Пікавей штату Огайо. Населення — 186 осіб (2020).

## Географія
Дарбівілл розташований за координатами 39°41′44″ пн. ш. 83°6′48″ зх. д. / 39.69556° пн. ш. 83.11333° зх. д. (39.695552, -83.113359).  За даними Бюро перепису населення США в 2010 році селище мало площу 1,25 км², з яких 1,20 км² — суходіл та 0,04 км² — водойми. В 2017 році площа становила 1,39 км², з яких 1,34 км² — суходіл та 0,06 км² — водойми.

## Демографія
Згідно з переписом 2010 року, у селищі мешкали 222 особи в 79 домогосподарствах у складі 58 родин. Густота населення становила 178 осіб/км².  Було 92 помешкання (74/км²).
Расовий склад населення:
| - 98,2 % — білих - 0,5 % — чорних або афроамериканців |

До двох чи більше рас належало 1,4 %. Частка іспаномовних становила 0,0 % від усіх жителів.
За віковим діапазоном населення розподілялося таким чином: 26,6 % — особи молодші 18 років, 58,5 % — особи у віці 18—64 років, 14,9 % — особи у віці 65 років та старші. Медіана віку мешканця становила 38,4 року. На 100 осіб жіночої статі у селищі припадало 91,4 чоловіків;  на 100 жінок у віці від 18 років та старших — 89,5 чоловіків також старших 18 років.
Середній дохід на одне домашнє господарство  становив 81 648 доларів США (медіана — 35 313), а середній дохід на одну сім'ю — 114 398 доларів (медіана — 49 688). За межею бідності перебувало 13,1 % осіб, у тому числі 11,1 % дітей у віці до 18 років та 17,6 % осіб у віці 65 років та старших.
Цивільне працевлаштоване населення становило 82 особи. Основні галузі зайнятості: освіта, охорона здоров'я та соціальна допомога — 32,9 %, мистецтво, розваги та відпочинок — 15,9 %, будівництво — 12,2 %, виробництво — 11,0 %.